# Estádio Benito Villamarín
O Estádio Benito Villamarín é o estádio do clube de futebol espanhol Real Betis Balompié, localizado na cidade de Sevilha. Tem capacidade para 60.721 pessoas.

## Copa do Mundo FIFA de 1982
O estádio sediou duas partidas da primeira fase na Copa do Mundo FIFA de 1982.
| Data        | Público | Seleção | Placar | Seleção       | Fase    |
| ----------- | ------- | ------- | ------ | ------------- | ------- |
| 18 de junho | 47 379  | Brasil  | 4–1    | Escócia       | Grupo 6 |
| 23 de junho | 43 000  | Brasil  | 4–0    | Nova Zelândia | Grupo 6 |